# Удельный рынок
Уде́льный ры́нок — вещевой рынок рядом с железнодорожной станцией Удельная в Санкт-Петербурге.
Площадь рынка — свыше 12 тыс. м², он состоит из 15 отдельно стоящих корпусов, включающих магазины и торговые галереи. Рынок находится в Приморском районе, в пешеходной доступности от станции метро «Удельная» и ж/д станции "Удельная".
На сегодняшний день рынок можно разделить на четыре части:
- Закрытые павильоны ТК «Удельный»
- Северные ряды открытого Секонд-хенда
- Южные ряды открытого Секонд-хенда
- Блошиный рынок[1]

## История
Исторически рынок находился на этом месте достаточно давно, сохранились фотографии стихийной торговли 1920-х годов. В советское время на месте рынка находился сквер. После распада СССР и становления рыночной экономики место стало востребовано для строительства торгового комплекса. В 2009 году здесь завершено строительство торговых рядов под названием ТК «Удельный». Неорганизованный рынок оттеснён на север, к Поклонногорской улице.
На сегодняшний день рынок специализируется на «секонде» и «барахолке», они являются одними из крупнейших в Санкт-Петербурге. В 2016 году британское издание The Guardian даже включило блошиный рынок возле станции метро «Удельная» в рекомендуемый список посещения для иностранцев. Так же в 2012 году авторитетный бизнес-журнал Forbes поставил Удельный рынок на вторую строчку в рейтинге блошиных рынков мира.